# Lurere
Lurerne er et iransk folk, der er hjemmehørende i grænseområdet mellem Iran, Irak og områder i Oman. Lurerne er de fleste i provinser Kohkiluyeh va Boyer Ahmad, Ilam, Lorestan, og Chaharmahal og Bakhtiari. Lurere repræsenterer næsten halvdelen af Khuzestan befolkning og 30% af Bushehr. Der er også mange irakiske lurere i de østlige og centrale dele af Irak, primært kendt som Feyli.

## Sprog
Lurisk er et vestiransk sprog og tales af lurerne i det vestlige Asien. Lurisk har fem dialekter: Feyli, central lurisk (Minjaee), bakhtiari dialekt, laki og sydlurisk.

## Historie
Lurerne er en blanding af indfødte iranske stammer fra Centralasien og de præ-iranske stammer i det vestlige Iran som kassiter (hvis hjemland syntes at have været i det nuværende Lorestan) og gutere. Ud fra geografiske og arkæologiske ligheder hævder nogle historikere, at elamitter er proto-lurere.

## Kultur
Som i de kurdiske samfund har de luriske kvinder langt mere frihed end kvinder i de andre grupper i regionen. Kvinderne har haft frihed til at deltage i sociale aktiviteter i kvindetøj og sang og dans. Bibi Maryam Bakhtiari og Qadam Kheyr er to bemærkelsesværdige luriske kvinder fra Iran. Lurisk musik, lurisk tøj og luriske folkedansere er fra de mest fremtrædende etnokulturelle karakteristika i denne etniske gruppe.

## Religion
Det luriske folk har forskellig religiøs tro og praksis, selv i samme familie. Mens det overvældende flertal af lurere er shia-muslimer, bekender andre sig til yaresan, der har rødder i islamisk zoroastrianisme, mithraisme og manikæisme.
| - Galleri - Vestsiden af et elamittisk stenrelief med teksten "Kul-e Farah". - Dronning Soraya Esfandiari; Muhammad Reza Pahlavis anden kone. - Karim Khan Zand, den luriske hersker af Zand-dynastiet |